# 核種
核種（かくしゅ、英: nuclide、または nuclear species）とは、原子核の組成、すなわち核の中の陽子の数、中性子の数及び核のエネルギー準位によって規定される特定の原子の種類を言う。米国の核化学者 T. P. Kohman によって提案された。
核種は原子核の同位体やその他の性質を区別するために利用される。放射能を持つ核種を放射性核種、そうではない安定した核種を安定核種と呼ぶ。

## 概要
原子核の中の陽子の数は原子番号 Z と呼ばれ、元素の化学的性質を決定する。また原子核の中の核子（陽子、中性子の総称）の総数（中性子の数＋陽子の数）は質量数 A と呼ばれ、これは個々の原子の原子量に最も近い整数となる。なお、Z と A がわかれば中性子数 N は N = A - Z で求めることができる。
核種（nuclide）を表示するにあたって用いられる記号は、元素の化学記号に対して原子番号を左下に、質量数を左肩に付したものである。例えば、水素（原子番号 1 ）の同位体で、質量数が 2 の二重水素であれば、
{\displaystyle _{1}^{2}\mathbf {H} }
と表される。
なお、日本語で核種を表すときは、元素名の後ろに質量数を添えること（例えば水素2、酸素16、炭素12など）で表す。英語では Helium-4 のように、元素名の後ろにハイフンを挿入して質量数を添えることで表す。
原子核のエネルギー準位の表記法
原子核には様々なエネルギー順位があり、安定でない状態では通常1秒にも満たない極めて短い半減期でガンマ崩壊するが、まれに半減期が長い状態も存在する。このエネルギー状態の異なる安定または準安定状態の事を核異性体といい、これらは別の核種であると明確に区別される。例えば臭素35は半減期18分でベータ崩壊するが、半減期4.4時間を持つ準安定状態の臭素35ｍも存在し、後者が核異性体であり前者とは別物と区別される。
半減期が短いものは通常そのまま表記されるが、寿命が長いものにmetastable（メタステーブル、準安定状態の）という意味から"m"という文字を質量数のあとに付けて表記し、テクネチウム99mを例にとれば {\displaystyle {}_{43}^{99\mathrm {m} }\mathrm {Tc} _{56}} のように表記される。核異性体が3つ以上あるときは、寿命が短いものから順にm1、m2、m3が付けられる。

## 核種の分類
歴史的に同位体（isotope）という用語は核種と全く同じ意味として用いられることがある。しかしながら本来は同位体という用語は、二種の核種の相互の関係を示すために使用すべきものである。
同様に二つの核種の相互の関係を示すための関係として以下のようなものがある。
| 相互関係名                    | 特徴                                           | 例                               | 備考                                      |
| ----------------------------- | ---------------------------------------------- | -------------------------------- | ----------------------------------------- |
| 同位体（isotope）             | 原子番号 Z が同一であるものの質量数 A が異なる | 炭素12、炭素13                   | アイソトープとも呼ばれる。                |
| 同重体（isobar）              | 質量数 A が同一                                | 窒素17、酸素17、フッ素17         | ベータ崩壊を参照                          |
| 同中性子体（isotone）         | 中性子数（N = A - Z）が同一                    | 炭素13、窒素14                   | 同調体とも呼ばれる。                      |
| 同余体（isodiapher）          | 中性子過剰数（A - 2Z）が同一                   | ウラン238、トリウム234           | アルファ崩壊により不変                    |
| 鏡映核（mirror nuclei）       | 中性子と陽子の数を交換したもの                 | 水素3（トリチウム）、 ヘリウム3  | 2つの核種の質量数は等しい（同重体である） |
| 核異性体（nuclear isomerism） | 原子核のエネルギー状態が異なる                 | テクネチウム99と テクネチウム99m | 長寿であるか、安定している                |

## 放射性核種の種類
自然界には約300の核種の存在が知られており、そのうち約270種が放射能を持たない安定した核種で残り約30種類が放射性核種である。放射能をもつ核種である放射性核種の崩壊生成物は放射生成核種と呼ばれる。
天然の放射性核種には3つの種類がある。第1は、半減期（T1/2）が少なくとも地球の年齢（約46億年）の10%に達するものである。これらは太陽系の形成以前の恒星にて生じた原子核合成の残りかすである。例えば、ウラン238（T1/2=4.5×109 y）、ウラン235（T1/2=0.7×109 y）などが天然に存在するが、ウラン235は、ウラン238に対して138倍も稀少である。第2はラジウム226 (T1/2=1602 y) などである。これらはウラン238、ウラン235やトリウム232などの第1のグループの放射性崩壊の連鎖により形成されるものである。第3は炭素14といった核種で、別の核種から宇宙線による核破砕により生じる。
核実験や原子炉などで人工的に生成可能である核種は2000種類以上知られており、理論上存在が予想されているものを含めるとその数は約6000種類にも上る。